# Vigilante Terror
Vigilante Terror è un film del 1953 diretto da Lewis D. Collins.
È un western statunitense con Bill Elliott.

## Produzione
Il film, diretto da Lewis D. Collins su una sceneggiatura di Sidney Theil, fu prodotto da Vincent M. Fennelly per la Westwood Productions e girato nel ranch di Corriganville a Simi Valley e nell'Iverson Ranch a Chatsworth, Los Angeles, in California, dal 22 aprile 1953. Il titolo di lavorazione fu Vigilante Rebellion .

## Distribuzione
Il film fu distribuito negli Stati Uniti dal 15 novembre 1953 al cinema dalla Allied Artists Pictures.
Altre distribuzioni:
- in Germania Ovest il 29 dicembre 1959 (Hängt ihn)
- in Brasile (A Ronda do Terror)